# Henric Bildt
Gustav Henric Bildt, född den 23 februari 1929 i Stockholm, död den 6 januari 2003 i Saltsjöbaden, var en svensk militär, generaldirektör och friidrottare.
Bildt gjorde ursprungligen militär karriär och genomgick Krigshögskolan 1956–1958. Han var officer vid ingenjörstrupperna 1951–1961 samt i Generalstabskåren 1962–1963. Under denna tid var Bildt även aktiv som friidrottare och vann som sådan SM i stående höjdhopp för klubben Westermalms IF år 1955. 
Åren 1964–1965 var Bildt systemutredare vid Försvarets forskningsanstalt, vilket innebar övergången till en civil karriär där han åren 1965–1977 verkade som organisationskonsult, från 1968 inom ramen för ett eget företag. Han återgick dock i offentlig tjänst när han 1977 blev generaldirektör för Statens provningsanstalt.
Henric Bildt var son till överste friherre Nils Bildt och dennes hustru Fritze Sneedorff-Willemoes. Han var farbror till Carl Bildt. Henric Bildt var gift tre gånger, den sista med skådespelerskan Elsa Prawitz. Han är gravsatt i minneslunden på Skogsö kyrkogård.